# A5 (motorväg, Schweiz)

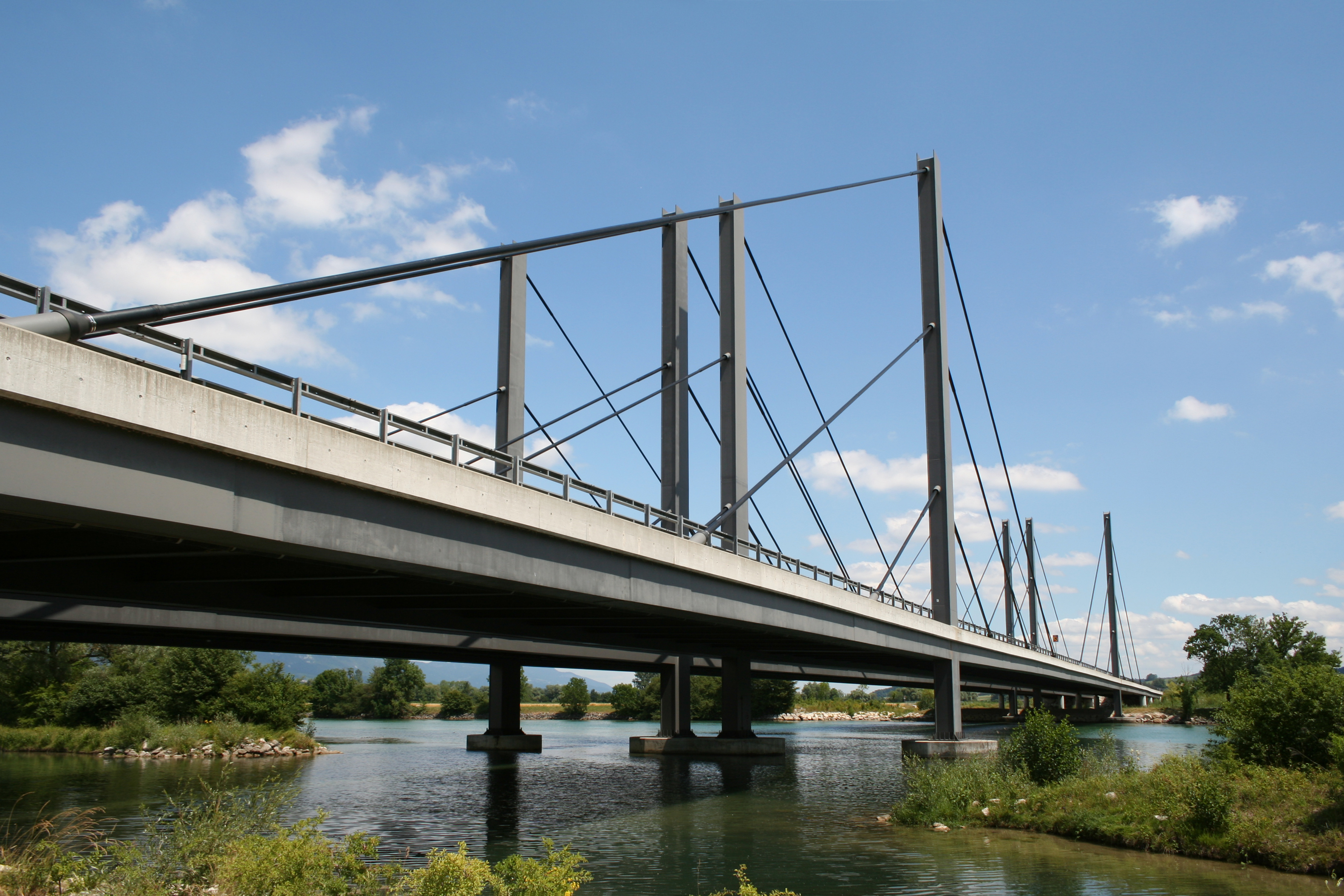
Motorvägsbro över floden Aare, mellan Grenchen i Solothurn och Arch i Bern.

A5 är en motorväg i Schweiz. Den går i mellan: Luterbach - Solothurn - (Biel/Bienne - La Neuveville) - Neuchâtel - (Yverdon)